# 入江陵介

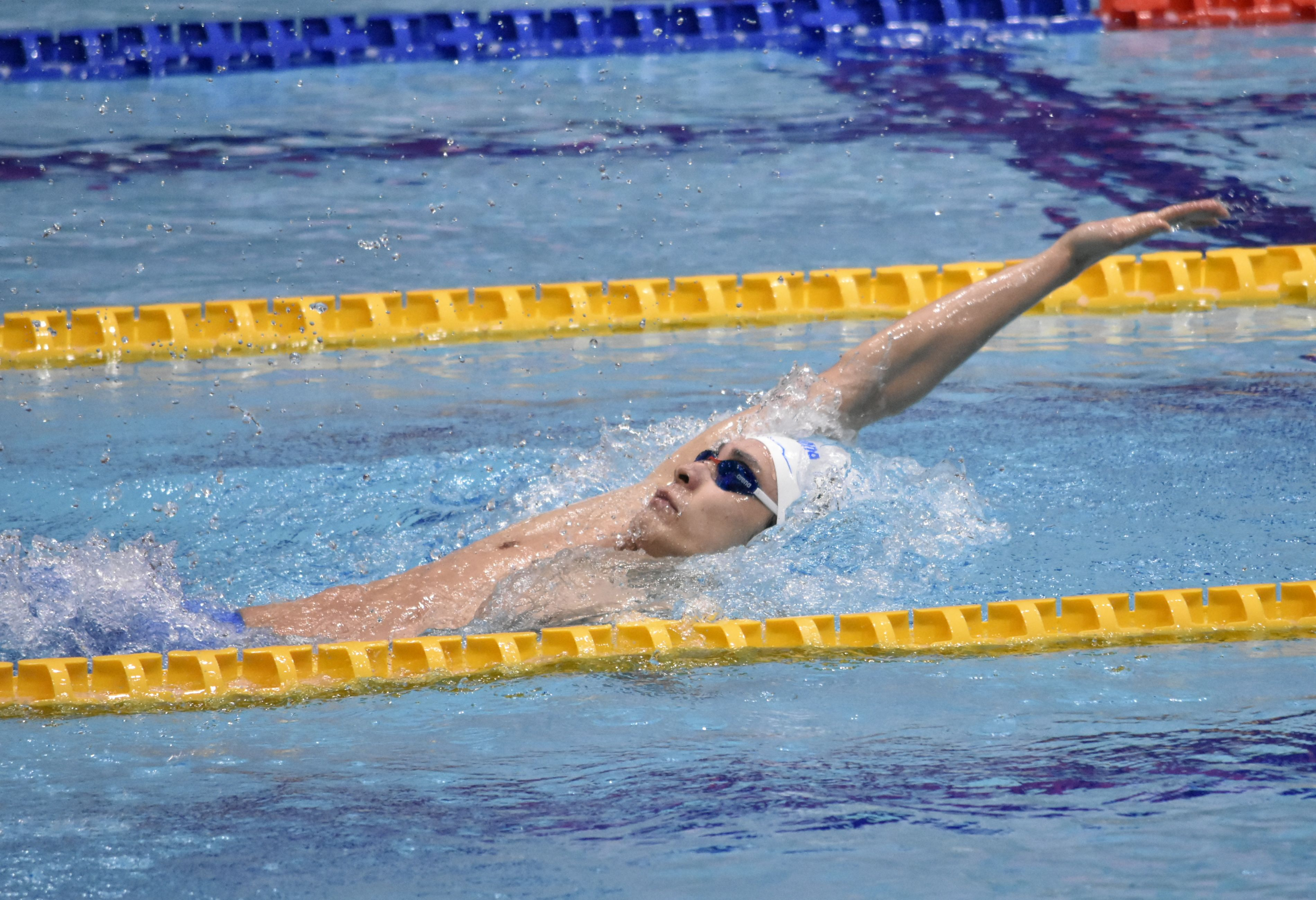
東京辰巳国際水泳場（2020年2月16日撮影）

入江 陵介（いりえ りょうすけ、1990年1月24日 - ）は、日本の競泳の選手である。「イトマン東進」所属。2012年ロンドンオリンピック100m背泳ぎ銅メダリスト、200m背泳ぎ銀メダリスト、400mメドレーリレー銀メダリスト。マネージメントはアミューズ。

## 来歴
- 1990年、0歳のベビースイミングから水泳を始める。小学2年生から兄・晋平が通うイトマンスイミングスクール玉出校に通い始め、中学に入ってから本格的に背泳ぎに転向。
- 2005年3月4日、中学卒業直前に100メートルと200メートルの背泳ぎ 2種目で日本中学記録（当時）を樹立。
- 2005年、高校1年で高校総体の200メートル背泳ぎで優勝。
- 2006年4月、日本選手権で、200メートル背泳ぎで日本高校新記録（当時）を樹立。
- 2006年8月、カナダのビクトリアで行われたパンパシ水泳で、200メートル背泳ぎを4位で泳いだ。
- 2006年12月、ドーハで行われたアジア大会で、男子200メートル背泳ぎで優勝。
- 2007年1月28日、兵庫県で開催された「KONAMI OPEN 2007」で、男子200メートル背泳ぎで日本高校新記録（当時）を樹立。
- 2007年4月、日本選手権で、200メートル背泳ぎを高校新記録（当時）で初優勝。
- 2007年11月24日、イトマン招待で、400メートルメドレーリレー第一泳者として男子100メートル背泳ぎの高校新記録（当時）を樹立。
- 2008年1月27日、兵庫県で開催された、「KONAMI OPEN 2008」で、男子200メートル背泳ぎで自身初のアジア・日本新記録（当時）を樹立。
- 2008年4月19日、日本選手権水泳競技大会男子200メートル背泳ぎで派遣標準記録を突破して優勝した為、北京オリンピックへの出場が内定。
- 2008年6月7日、ジャパンオープン男子200メートル背泳ぎで「KONAMI OPEN 2008」で樹立したアジア・日本新記録（当時）を更新。
- 2008年8月15日、北京オリンピック男子200メートル背泳ぎで5位入賞。
- 2008年11月、短水路ワールドカップ200メートル背泳ぎで3連勝し、全てのレースで日本記録を更新[1]。
- 2009年1月25日、兵庫県で開催された、「KONAMI OPEN 2009」で、男子200メートル背泳ぎで二年連続のアジア・日本新記録（当時）を樹立。
- 2009年2月21日、ジャパンオープン男子200メートル背泳ぎの短水路日本新記録（当時）を樹立。
- 2009年4月、日本選手権50メートル・100メートル背泳ぎで苦手な短距離で宮下純一の持っていた日本記録をともに破ったが、同じレースを泳いだ古賀淳也に上を行かれ、いずれも2位に終わった。得意の200メートル背泳ぎでは自身の持つ日本新記録（当時）を樹立し、この種目3連覇、ロクテの持つ世界記録（当時）まであと0.08秒と迫った[2]。そして三種目ともに派遣標準記録を突破したため世界選手権の代表権を獲得した。
- 2009年5月、競泳の日豪対抗で、9日には100メートル背泳ぎで日本記録（当時）を樹立し、ピアソルの持つ世界記録にあと0.02秒まで迫った。10日には200メートル背泳ぎでロクテの持っていた世界記録より1秒以上速いタイムを記録した[3]。しかし、着用していたデサント社製の水着が、「水着に空気をためる効果を発揮する構造を作ってはいけない」という規定に触れたとして国際水泳連盟に認可されなかったため、世界新記録に公認されなかった[4]。日本水泳連盟は入江の記録を日本新記録として公認しており、日本記録が世界記録を上回ることになった。
- 2009年7月、世界水泳選手権の200メートル背泳ぎで日豪対抗の記録を上回る日本新記録を樹立し銀メダルを獲得。ピアソルが世界新記録で優勝。
- 2010年8月、パンパシフィック選手権の200メートル背泳ぎで銅メダルを獲得。
- 2010年11月、アジア競技大会の50メートル背泳ぎで銀メダル、100・200メートル背泳ぎと400メートルメドレーリレーで金メダルを獲得。
- 2011年7月、世界水泳選手権の100メートル背泳ぎで銅メダルを獲得。200メートル背泳ぎで銀メダルを獲得。
- 2012年4月、株式会社ナガセに入社。
- 2012年4月、ロンドンオリンピック、男子100メートル・200メートル背泳ぎで五輪出場決定。
- 2012年7・8月、ロンドンオリンピック、男子100メートル背泳ぎで銅メダル、男子200メートル背泳ぎで銀メダルを獲得。400メートルメドレーリレーでも銀メダルを獲得。
- 2013年7・8月、世界選手権に出場。個人種目では全て4位に終わるも400メートルメドレーリレーで銅メダルを獲得。
- 2014年8月、パンパシフィック選手権では100メートル背泳ぎで金メダルを獲得、200メートル背泳ぎ・400メートルメドレーリレーで銀メダルを獲得。
- 2014年9月、アジア競技大会の50メートル背泳ぎと400メートルメドレーリレーで銀メダル、100・200メートル背泳ぎで金メダルを獲得。
- 2014年12月、世界短水路選手権の100メートル背泳ぎで銅メダルを獲得。200メートル背泳ぎでは4位（短水路日本新）、400メートルメドレーリレーで7位（短水路日本新）、50メートル背泳ぎでは15位という結果だった。
- 2016年8月、リオ五輪に出場。100メートル背泳ぎで7位、200メートル背泳ぎで8位、4×100メートルリレーで5位、メダル獲得ならず。
- 2017年、米国ノースカロライナ州シャーロット及びカリフォルニア州サンディエゴに活動拠点を移す[5][6]。
- 2018年8月、パンパシフィック選手権では100m背泳ぎ・200m背泳ぎ・400mメドレーリレー・混合400mメドレーリレーで4つの銀メダルを獲得。
- 2019年7月、アミューズとパートナーシップ契約を締結[7]。
- 2021年7月、2020年東京オリンピックでは競泳日本選手団の主将を務める[8]。男子100メートル背泳ぎでは準決勝に進出したがタイムが53秒21（全体の9位タイ）で0秒01差で決勝進出を逃した[8]。
- 2024年3月22日、2024年パリオリンピック代表選考会で、この日までに出場した全選考対象種目に於いて日本水泳連盟が定めた条件をクリアできなかったため、5大会連続でのオリンピック出場の道を絶たれた[9]。
- 2024年4月3日、現役引退を発表した[10]。

## 人物
- 大阪府大阪市天王寺区出身。大阪市立大江幼稚園、大阪市立天王寺小学校、大阪市立天王寺中学校、近畿大学附属高等学校を経て、2008年4月近畿大学法学部に入学。近畿大学附属高等学校時代の成績は常にトップクラスで、3年間オール5の成績を収めた。そのルックスとともに文武両道を立派にこなすエリートとしてマスメディアで報じられることが多い[11]。
- ペットボトルをおでこに乗せ、背泳ぎを出来ることからテレビ朝日の中継ではバランス王子と呼ばれることもある。
- 幼少期からピアノを習っており[12]、特技のひとつである。高校進学時は水泳を選んで競泳選手になるか、ピアノを選んで音楽家になるかで迷ったという。母親からは「音楽家に育てたい」と言われたが、結果として水泳を選択した。
- 高橋優とはプライベートで親交があり、ロンドンオリンピックの自身の公式の応援歌として、『旅路の途中』（『陽はまた昇る』カップリング曲)を採用している。入江はこの他にAAA、EXILE、Mrs. GREEN APPLEのファンであり、オフの日にはよくライブに行っている。
- 将来の夢はアナウンサー・スポーツキャスターになることである[13]。
- これまでは背泳ぎ専門だったが、2014年6月に開催されたジャパンオープン2014に個人メドレー200mにも出場した[14]。萩野公介らは不在だったとはいえ、優勝を飾った[15]。

## 自己ベスト
| 泳法   | 距離  | 水路   | 記録      | 樹立日         | 大会名                           | 備考       |
| ------ | ----- | ------ | --------- | -------------- | -------------------------------- | ---------- |
| 背泳ぎ | 50ｍ  | 長水路 | 24秒79    | 2009年8月1日   | 第13回世界水泳選手権             |            |
| 背泳ぎ | 100ｍ | 長水路 | 52秒24    | 2009年9月5日   | 第85回日本学生選手権水泳競技大会 | 日本記録   |
| 背泳ぎ | 200m  | 長水路 | 1分52秒51 | 2009年7月31日  | 第13回世界水泳選手権             | 日本記録   |
| 背泳ぎ | 50ｍ  | 短水路 | 23秒21    | 2021年10月16日 | 第63回日本選手権(25m)            |            |
| 背泳ぎ | 100m  | 短水路 | 49秒66    | 2021年10月17日 | 第63回日本選手権(25m)            |            |
| 背泳ぎ | 200m  | 短水路 | 1分48秒77 | 2014年12月7日  | 第12回世界短水路選手権           | 元日本記録 |

## メディア出演

### テレビ番組
- 第63回NHK紅白歌合戦（2012年12月31日、NHK総合・ラジオ第1） - 審査員
- SWITCHインタビュー 達人達「入江陵介×大森元貴」EP1・EP2（2024年4月5日・12日、NHK Eテレ） - 大森元貴（Mrs. GREEN APPLE）と対談[12]
- アナザースカイ（2024年6月29日、日本テレビ） -　訪問地：カリフォルニア州サンディエゴ[6]
- サン!シャイン （フジテレビ）- コメンテーター [16][17]

### CM
- 大塚製薬「カロリーメイト」（2025年5月11日 - ）[18]